# حسين النمنم
حسين النمنم هو شخصية خيالية عن رجل صياد، وهي من الحكايات الشعبية المشهورة في العراق.

## ملخص
يشاع ان حسين النمنم يذهب يومياً لصيد الأسماك على نهر دجلة، وأيضًَا توجد هنالك سعلوة التي تتجول في ازقة بغداد بعد العشاء، وهي مرتدية ملابس النساء، وعند مصادفتها للرجال تجعلهم يُلاحقونها، وعندما يُلاحقها تأخذهُ إلى مكان منزوٍ لكي تفترسهُ، ويُقال ان حسين النمنم عند ذهابهِ لصيد الأسماك على نهر دجلة تُهاجمهُ وتختطفه السعلوة إلى غارها، الذي يقع على الجهة الشمالية من نهر دجلة في بغداد، وتعاشرهُ معاشرة الأزواج، فترزق منه بولدين، وبعد ثلاث سنين يتمكن حسين من الهروب والعودة إلى أهله، وقد أصبح جسمه كتله لحمية مترجرجة من شدة الضعف الذي أصابه. وهذه الحكاية الشعبية تشبه الحكاية اليابانية السيدة نوري أدنا التي تعيش قرب المياه التي يتألف جسمها من رأس امرأة وجسم ثعبان ولديها شعر طويل وأنياب تبرزها للقتل عندما تطلب من أحد مرافقتها أو الذهاب معها.

## انظر أيضًَا
- سعلاة